# Repubblica Federale Ceca e Slovacca
Repubblica Federale Ceca e Slovacca (in ceco Česká a Slovenská Federativní Republika, ČSFR, in slovacco Česká a Slovenská Federatívna Republika, ČSFR) è stato il nome ufficiale della Cecoslovacchia dal 23 aprile 1990 fino al 31 dicembre 1992, quando la federazione si è sciolta e ha dato vita alla Repubblica Ceca e alla Repubblica Slovacca.

## Adozione del nome
Dopo la Rivoluzione di Velluto iniziarono le discussioni su come cambiare il nome comunista dello stato, Repubblica Socialista Cecoslovacca (Československá socialistická republika, ČSSR).
Mentre sembrava ovvio un ritorno alla formula precedente al 1969, Československá republika (Repubblica Cecoslovacca), i politici slovacchi vollero che il nome sottolineasse la parità tra cechi e slovacchi esplicitamente. Il primo compromesso fu la legge costituzionale 81/1990, che riconobbe la natura dello stato come Československá federativní republika (Repubblica Federale Cecoslovacca in ceco) e che fu approvata il 29 marzo 1990, entrando in vigore lo stesso giorno; gli accordi prevedevano che in slovacco si sarebbe aggiunto un trattino, nella forma Česko-slovenská federatívna republika.
Il risultato non fu soddisfacente però, perché ai cechi ricordava l'infelice "Seconda Repubblica" a cui pose fine la Conferenza di Monaco, e perché sembrava già suggerire lo smembramento finale. Altri negoziati portarono a un nuovo compromesso con la legge costituzionale 101/1990, approvata il 20 aprile ed entrata in vigore il 23 aprile,  che stabiliva il nome Repubblica Federale Ceca e Slovacca, (in ceco Česká a Slovenská Federativní Republika, in slovacco Česká a Slovenská Federatívna Republika, o ČSFR ): gli aggettivi "ceca" e "slovacca" erano scritti separatamente per sottolinearne l'uguaglianza.
È da notare che il nome andava contro le regole ortografiche ceche e slovacche, che non utilizzano le lettere maiuscole per le parole successive alla prima nei nomi propri, né negli aggettivi da essi derivati. Pertanto, la formula corretta sarebbe "Česká a slovenská ... republika" ma gli slovacchi, avendo nel nome una parola che si riferiva ad essi, non vollero essere privati di una maiuscola.